# 法比斯奧·阿戈斯塔·拉米雷斯
法比斯奧·阿戈斯塔·拉米雷斯（西班牙語：Fabricio Agosto Ramírez；1987年12月31日—）是一位西班牙足球運動員。在場上的位置是守門員。現效力於西班牙皇家足協甲組聯賽球隊努曼西亞。他也曾效力於贝蒂斯等球隊。